# اچ‌ام‌سی‌اس کورلو
اچ‌ام‌سی‌اس کورلو (به انگلیسی: HMCS Curlew) یک کشتی بود که طول آن ۱۱۶ فوت (۳۵ متر) بود. این کشتی در سال ۱۸۹۲ ساخته شد.